# Украинский коммунистический институт журналистики
Украинский коммунистический институт журналистики — высшее учебное заведение в Харькове, существовало с 1926 года по 1941 год. Основан на базе факультета журналистики Коммунистического университета имени Артёма.

## История
В советское время на Украине высшее журналистское образование было впервые введено в Коммунистическом университете имени Артема в Харькове. Коммунистический университет был создан по решению ЦК КП(б)У от 1 апреля 1922 на базе реорганизованной Высшей партийной школы ЦК КП(б)У в Харькове для подготовки руководящих партийных и профсоюзных кадров.
В 1926 году на базе факультета журналистики Коммунистического университета имени Артема было создано специальное высшее учебное заведение для подготовки работников прессы — Украинский коммунистический институт журналистики (УКИЖ) со сроком обучения три года.
Новый вуз имел рабфак. В УКИЖи как основные профессиональные курсы преподавались такие дисциплины, как: теория и практика советской журналистики, основы полиграфии и издательского дела.
В 1933—1939 годах в институте преподавателем украинского языка работал выдающийся украинский ученый в области филологии Ю. В. Шевелев.
В 1941 году при приближении немцев к Харькову Украинский коммунистический институт журналистики был эвакуирован в Алма-Ату, где вскоре был влит как факультет журналистики в Казахстанский университет, тем самым прекратив свое существование как независимы вуз.

## Наставники и выпускники
В институте преподавали: Ю. Шевелев-Шорох, А. Финкель, П. Гузюк, В. Сухин-Хоменко, А. Грузинский и другие.
В институте учились журналисты и писатели: А. Борканюк, Ф. Мицик, А. Хорунжий, М. Нагнибеда, М. Зарудный, И. Грекул, М. Шаповал, И. Туряница, И. Педанюк, П. Резников, И. Цюпа, Д. Прилюк, П. Шапран, М. Белогуров, Д. Шлапак, П. Цыбульский, А. Зозуля, П. Гузюк, М. Романченко, А. Однороманенко, М. Кузнецов, Иван Савич, А. Деркач, М. Подолян, Б. Бабий, И. Петрущак и другие.